# Павлов, Мюриэл
Мюриэл Лилиан Павлов (27 июня 1921 — 19 января 2019) — английская актриса. Её мать была французского, а отец русского происхождения.

## Биография
Мюриэл начала работать актрисой ещё в детстве, сотрудничая с Джоном Гилгудом и Королевским Шекспировским театром в Стратфорд-на-Эйвоне. В декабре 1937 года 16-летняя Мэриэл исполнила роль Гретель в телепостановке Би-би-си «Гензель и Гретель».
В годы Второй мировой войны актриса состояла в ассоциации развлечений для поддержки солдат Entertainments National Service Association (ENSA) и работала в театре и на экранах.
В числе её ролей — мальтийка Мария в «Мальтийской истории» (1953); Джой, дочь вспыльчивого ворчуна хирурга (играет Джеймс Робертсон Джастис) в «Доктор в доме» (1954); Тэлма Бадер, супруга лётчика Дугласа Роберта Бадера (играет Кеннет Мор) в «Достичь небес» (1956) и Эмма Крекенторп в «В 16.50 из Паддингтона» (1961).
В последующие 45 лет появлялась в телевизионных постановках: сыграла королеву Викторию в «The Ravelled Thread» (1980), помощницу премьер-министра в телесериале «Карточный домик» (серия «The Final Cut», 1995), Бренду Блетин в «Belonging» (2004). Также актриса давала интервью для «British Film Forever» производства BBC Two. В 2007 году была приглашённой звездой в научно-популярном теле-аудиосериале «Sapphire & Steel», исполнила камео в фильме «1939» (2009).

### Семья
С 1947 года состояла в браке с актёром Дереком Фарром до его смерти в 1986 году. Они познакомились в 1941 году на съёмках «Тихой свадьбы», а затем встретились вновь на площадке «The Shop at Sly Corner» в 1947 году. Супруги продолжили вместе выступать в театре, играть в фильмах. У них не было детей.
Павлов много лет принимала участие в деятельности актёрского дома призрения и благотворительности Denville Hall.
Актриса скончалась 19 января 2019 года в возрасте 97 лет.

## Полная фильмография
- 1934 — Идём с песней[англ.]e Go
- 1937 — Гензель и Гретель / Hansel and Gretel. Гретель
- 1937 — Роман во Фландрии[англ.] / A Romance in Flanders
- 1938 — Джон Галифакс[англ.] / John Halifax. Маленький Джон (в титрах не указана).
- 1941 — Тихая свадьба[англ.] / Quiet Wedding. Миранда
- 1946 — Ночная лодка до Дублина[англ.] / Night Boat to Dublin. Марион Декер.
- 1946 — Питер и Пол / Peter and Paul. Взрослая Герда.
- 1947 — Магазин на Слай-корнер / The Shop at Sly Corner. Маргарет Хейсс.
- 1947 — Гамлет ч.1 и ч.2 / Hamlet, Part 1; Hamlet, Part 2. Офелия.
- 1951 — Весна в Марьино / Spring at Marino. Катя. (по мотивам романа И. С. Тургенева «Отцы и дети»)
- 1951 — Breakers Ahead. Петронелла
- 1951 — Out of True[англ.]. Бетти
- 1951 — Моллюск / The Mollusc. мисс Робертс.
- 1952 — Это началось в раю[англ.] / It Started in Paradise. Элисон
- 1953 — Сеть[англ.] / The Net. Каролин Картье.
- 1953 — Мальтийская история[англ.] / Malta Story. Мария Гонзар.
- 1954 — Доктор в доме[англ.] / Doctor in the House. Джой Гибсон
- 1954 — Конфликт Крыльев[англ.] / Conflict of Wings. Салли.
- 1955 — Саймон и Лаура[англ.] / Simon and Laura. Джанет Ханимен.
- 1956 — Достичь небес / Reach for the Sky. Тэлма Бадер.
- 1956 — Очевидец (фильм, 1956)[англ.] / Eyewitness. Люси Чёрч.
- 1956 — Тигр в дыму[англ.] / Tiger in the Smoke. Мэг Элджин.
- 1957 — Доктор на свободе / Doctor at Large. доктор Джой Гибсон.
- 1958 — Руни[англ.] / Rooney (film). Мэйр Хоган.
- 1959 — Водоворот[англ.] / Whirlpool. Дина.
- 1961 — В 16.50 из Паддингтона[англ.] / Murder, She Said. Эмма.
- 1985 — Последняя вечерня / The Last Evensong. мисс Маршал
- 1995 — Ромашки в декабре / Daisies in December. мисс Дин.
- 1998 — Небеса на земле / Heaven on Earth. Элизабет МакКензи.
- 2001 — Отель! / Hotel!.
- 2004 — Принадлежность / Belonging. Дороти
- 2009 — 1939 / Glorious 39. пожилая Анна (последняя роль в кино)